# توری بلک
توری بلک (به انگلیسی: Tori Black)
(زاده ۲۶ اوت ۱۹۸۸) با نام حقیقی میشل چاپمن بازیگر و کارگردان پورنوگرافی آمریکایی است. او از سال ۲۰۰۷ وارد این صنعت شد و از آن زمان در بیش از ۶۰۰ فیلم هنر نمایی کرده همچنین او از سوی مجله لودد به عنوان زن‌بازیگری که بیشترین جذابیت صورت را دارد برگزیده شد. در سال ۲۰۱۱، او اولین نفری شد که دو سال پیاپی برنده بهترین بازیگر زن در جوایز ای‌وی‌ان شد.

## تحصیلات
بلک دوره کارشناسی روزنامه‌نگاری را در دانشگاه واشینگتن غربی گذرانده‌است.

## حرفه
بلک کار خود را از ۱۸ سالگی در فلوریدا، جایی که برای تعطیلات تابستانی هنگام تحصیل در دانشگاه بود آغاز کرد. اولین صحنه بلک یک ویدیوی انفرادی برای The Score Group بود که در سال ۲۰۰۷ فیلمبرداری شد.
بلک اولین کسی در تاریخ است که موفق به کسب دو جایزه بهترین مجری زن AVN در دو سال پشت سر هم شده‌است (۲۰۱۰ و ۲۰۱۱). وی همچنین برنده جوایز بهترین بازیگر زن سال در XRCO 2010 و ۲۰۱۱ شده‌است. در سال ۲۰۱۰، وی توسط ماکسیم به عنوان یکی از ۱۲ ستاره برتر زن در پورنو نامگذاری شد و در همین سال نیز، بلک توسط مجله Loaded به عنوان جذاب‌ترین مجری زن در صنعت معرفی شد.
بلک اولین کارگردانی خود را درژوئن ۲۰۱۴ با ویدئویی برای وب سایت Elegant Angels و با حضور آلینا لی انجام داد و در مارس ۲۰۲۰، او در موزیک ویدیوی KP Wolfe "You Can Call Me" حضور پیدا کرد.

## جوایز
| جوایز و نامزدی‌ها                  | جوایز و نامزدی‌ها | جوایز و نامزدی‌ها |
| --------------------------------- | ---------------- | ---------------- |
| جوایز                             | برنده شده        | نامزد شده        |
| AVN Awards                        | ۹                | ۵۰               |
| جایزه هوادارن سرگرمی‌های بزرگسالان | ۲                | ۲                |
| NightMoves Awards                 | ۱                | ۲                |
| XBIZ Awards                       | ۵                | ۶                |
| جایزه ایکس‌آرسی‌او                  | ۳                | ۴                |